# ВХИМ синдром
ВХИМ синдром или  WHIM syndrome (акроним ВХИМ) је редак урођени поремећај имунодефицијенције са хроничном нецикличном неутропенијом који се наслеђује као аутозомно-доминантна или аутозомно-рецесивна особина. Клиничком сликом доминира појава брадавица по телу, хипогамаглобулинемија, мијелокатексија коштане сржи коју карактерише мијелоична хиперплазија и апоптоза. Ова аутозомно доминантна наследна имунодефицијенција код већине родова узрокована је повећањем мутације функције (хиперактивност са неуспехом регулације) у ЦКСЦ хемокинском рецептору 4 (ЦКСЦР4).
Главна карактеристика ВХИМ синдрома је имунолошки недостатак који карактерише понављајуће бактеријске и вирусне инфекције. Како су увек погођени дисајни путеви, током болести се јављају синусне инфекције, упала плућа и тонзилитис (упала крајника).
Такође болесници пате од инфекције људским папилома вирусом, који узрокују стварање брадавице, обично на рукама и ногама. Надаље, пацијенти са ВХИМ синдромом имају висок ризик од развоја вирусних тумора попут карцинома грлића материце.
Серум у крви често показује низак ниво ИгГ, што је познато и као хипогамаглобулинемија. Хистологија показује да коштана срж у ВХИМ синдрому има прекомерне ћелије Т-претходника. Јавља се и мијелокатекса - неутропенија, која се често представља, као последица неправилног ослобађања и задржавања неутрофила у коштаној сржи.
Ако се болест не лечи, може довести до озбиљних последица.

## Назив
Назив ВХИМ синдрома је скраћеница изведена из главних карактеристика поремећаја који укључују - веруке ( брадавице), хипогамаглобулинемију, имунодефицијенцију (са рекурентним бактеријским инфекцијама) и мијелокатексу (апоптозу зрелих мијелоидних ћелија у сржи), али није ограничен само на њих. 

## Историја
Већина, али не сви, пацијенти са ВХИМ синдрома су хетерозиготни носиоци мутација хемокински рецептор тип 4  (ЦКСЦР4) које изазивају делимична скраћења карбокситерминалног сегмента овог рецептора. Када је веза мутације ЦКСЦР4 са ВХИМ синдромом први пут идентификована 2003. године, сматрало се да је то први пример људске болести посредоване дисфункцијом хемокинског рецептора.
У протекле две године објављене су значајне нове информације о ВХИМ синдрому које пружају боље разумевање ЦКСЦР4 сигнализације. Поред тога, било је недавних извештаја о клиничким проблемима код пацијената са ВХИМ синдромом, што је допринело бољем разумевању и клиничком лечењу овог поремећаја.

## Етиопатогенеза
У већини случајева болест се преноси генерације на генерацију, с тим да је дистрибуција по половима углавном равномерна. (аутосомно доминантно насљеђивање). Разне студије на близанцима показале су да су браћа и сестре једнако усклађени колико и нескладни за појаву ВХИМ синдрома.
Према садашњим сазнањима, могући узрок ВХИМ синдрома су и различити утицаји околине или епигенетски чиниоци, ако је предиспонирајући ген присутан и као окидач за ВХИМ синдром.
Степен болести повезан је са хуманим папилома вирусом који је у ВХИМ синдрому чак веома несразмеран нивоу проблема који се виде код тешких поремећаја имунодефицијенције Т лимфоцита, као што је тешки комбиновани имуни недостатак где постоји веома значајна повећана укупна осетљивост на инфекцију вирусима.

### Генетика
Специфичне мутације идентификоване код пацијената са ВХИМ синдромом укључују хетерозиготне делеционе мутације на Ц-терминусу делова интрацелуларног карбокси терминуса хемокинског рецептора, ЦКСЦР4. У ВХИМ синдрому леукоцити имају побољшане одговоре на СДФ1, сродни лиганд ЦКСЦР4. Повећана активност ЦКСЦР4 одлаже ослобађање зрелих неутрофила из коштане сржи што доводи до неутропеније и старења са апоптозом зрелих неутрофила задржаних у коштаној сржи.
ВХИМ синдром је резултат аутозомно доминантних мутација у гену за хемокински рецептор, ЦКСЦР4,доводи до скраћења карбокси краја рецептора између десет и 19 остатака. Генски мутант се налази на 2к21. Скраћивање рецепторског протеина доводи до немогућности смањења регулације након стимулације. Дакле, рецептор остаје у активираном стању.
ВХИМ синдром је једна од само неколико болести директно и првенствено узрокованих аберантним хемокином, што његову молекуларну биологију чини важном у разумевању улоге ћелијске сигнализације и размене. 
Такође је примећена повезаност са Г протеин везаним рецептором за киназу 3 (ГРК3).

## Клиничка слика
Клиничку слику ВХИМ синдрома карактерише појава бројних брадавица на рукама, стопалима и трупу. Такође могу имати гениталне и аналне кондиломе акумината, а код пацијенаица значајну дисплазију грлића материце и вулве. 
Лезије слузокоже често напредују до отвореног карцинома. 
Све ове лезије су повезане са инфекцијом хуманим папилома вирусом (ХПВ). Подложност хуманом папилома вирус и резултујући степен патологије овог патогена је у великој мери ван пропорције са чињеницом да нема много повећања опште осетљивости на вирусну инфекцију у ВХИМ синдрому. Штавише, степен болести повезане са хуманим папилома вирус у ВХИМ синдрому је чак веома несразмеран нивоу проблема са хуманим папилома вирусом који се види код тешких поремећаја имунодефицијенције Т лимфоцита, као што је тешки комбиновани имуни недостатак где постоји веома значајна повећана укупна осетљивост на инфекцију вирусима. Стога се чини да постоји јединствен и специфичан неуспех имунолошке контроле прогресије инфекције хуманим папилома вирусом у ВХИМ синдрому.
Могуће је спекулисати да Ц-терминалне скраћене мутације ЦКСЦР4 у ВХИМ синдрому које појачавају активност ЦКСЦР4/СДФ1 осе домаћина у кожи и слузокожи могу играти улогу у олакшавању инфекције хуманим папилома вирусом која је штетна за одбрану домаћина.

## Дијагноза
Пацијенти показују повећану осетљивост на бактеријске и вирусне инфекције, посебно од уобичајеног серотипа хуманог папилома вируса, што доводи до брадавица на рукама и стопалима почевши од детињства. 
Мијелокатексија се односи на задржавање (катексис) неутрофила у коштаној сржи (мијело). Поред тога, нивои лимфоцита и ИгГ антитела (гамаглобулина) су често дефицитарни

## Терапија
Рана агресивна дијагностичка и терапијска интервенција за сваку сумњу на инфекцију је неопходна. Упале плућа су честе, а подскуп пацијената може развити значајне бронхиектазије. Пацијенти са опсежним бронхиектазијама имају користи од савета и лечења од стране специјалисте за плућне болести, јер многе интервенције дизајниране за лечење пацијената са цистичном фиброзом могу бити од користи овим пацијентима.
Инфузије имуноглобулина могу смањити учесталост бактеријских инфекција, а терапија фактором који стимулише колонију гранулоцита (Г-ЦСФ) или ГМ-ЦСФ побољшава број неутрофила у крви.
Пошто је ВХИМ синдром молекуларна болест која произилази из мутација појачања функције хемокинског рецептора тип 4  ( ЦКСЦР4), претклиничке студије су идентификовале плериксафор, специфичан антагонист ЦКСЦР4, као потенцијални механизам заснован на терапији болести.
Два клиничка испитивања која су укључивала неколико пацијената са ВХИМ синдромом показала су да плериксафор може повећати број белих крвних зрнаца и да је и даље обећавајућа циљана терапија.

## Компликације
ВХИМ синдром повезан је с низом тегоба и компликација. Типичне последице укључују брадавице (које могу изазвати психолошке тегобе код болесника, јер козметичке мрља представљају значајан емоционални терет) и респираторне инфекције, попут упале плућа која ако се не лечи одмах, може изазвати озбиљне компликације као што су висока трмпература, грозница, диспнеја (краткоћа даха) и цијаноза. У најгорем случају упала плућа је кобна.
У каснијим фазама болести, због ослабљеног имунолошког система, развијају се синуситис, отитис и друге заразне болести, од којих је свака повезана са озбиљним компликацијама. 
Примена имуноглобулина може довести до непожељних нуспојава и интеракција. Алергијске реакције су ретке као и анафилактички шок и тешке крвносудовне реакције. 
Као последица свега напред наведеног јављају се душевне болести, попут социјалне анксиозности, депресије или комплекс инфериорности.

## Прогноза
Чини се да је морталитет од инфекције у ВХИМ синдрому низак код пацијената под пажљивим третманом који су на Г-ЦСФ, ИВИГ и профилактичким антибиотицима, али су пријављени смртоносни менингитис и септикемија. Међутим, рак је значајан узрок преране смртности код ВХИМ синдрома. С обзиром на мали број пријављених случајева ВХИМ синдрома у литератури уопште, веома је значајно да су пријављена два случаја лимфома изазваног Епштајн Бар вирусом, где је један пацијент умро од овог лимфопролиферативног поремећаја.
Пацијенти са ВХИМ синдромом и значајним лезијама слузокоже хуманим папиллома вирусом и прелазних делова коже су у веома значајном ризику од инвазивних деструктивних и евентуално метастатских карцинома. Ови карциноми повезани са хуманим папиллома вирусом су значајан узрок морбидитета и преране смртности у ВХИМ синдрому. Ове лезије се могу понављати; а потребна је изузетна клиничка будност уз честе процене од стране дерматолога, а код пацијенткиња од стране гинеколога. Мора постојати низак праг за биопсију сваке сумњиве патологије са потпуним хируршким уклањањем било које малигне или предмалигне лезије. Доступност рекомбинантних протеинских вакцина ефикасних против оних серотипова хуманог папиллома вирус одговорних за изазивање карцинома слузокоже поставља питање да ли рана вакцинација може помоћи у смањењу малигнитета повезаних са хуманим папиллома вирусом код пацијената са ВХИМ синдромом. Међутим, дефект Б ћелија код ових пацијената може смањити ефикасност или трајање заштите и може захтевати периодичну реимунизацију. Ово је питање које треба проучити у проспективном клиничком протоколу.